# Sør-Aurdal
Sør-Aurdal ist eine Kommune im norwegischen Fylke Innlandet. Die Kommune hat 2822 Einwohner (Stand: 1. Januar 2025). Verwaltungssitz ist die Ortschaft Bagn.

## Geografie

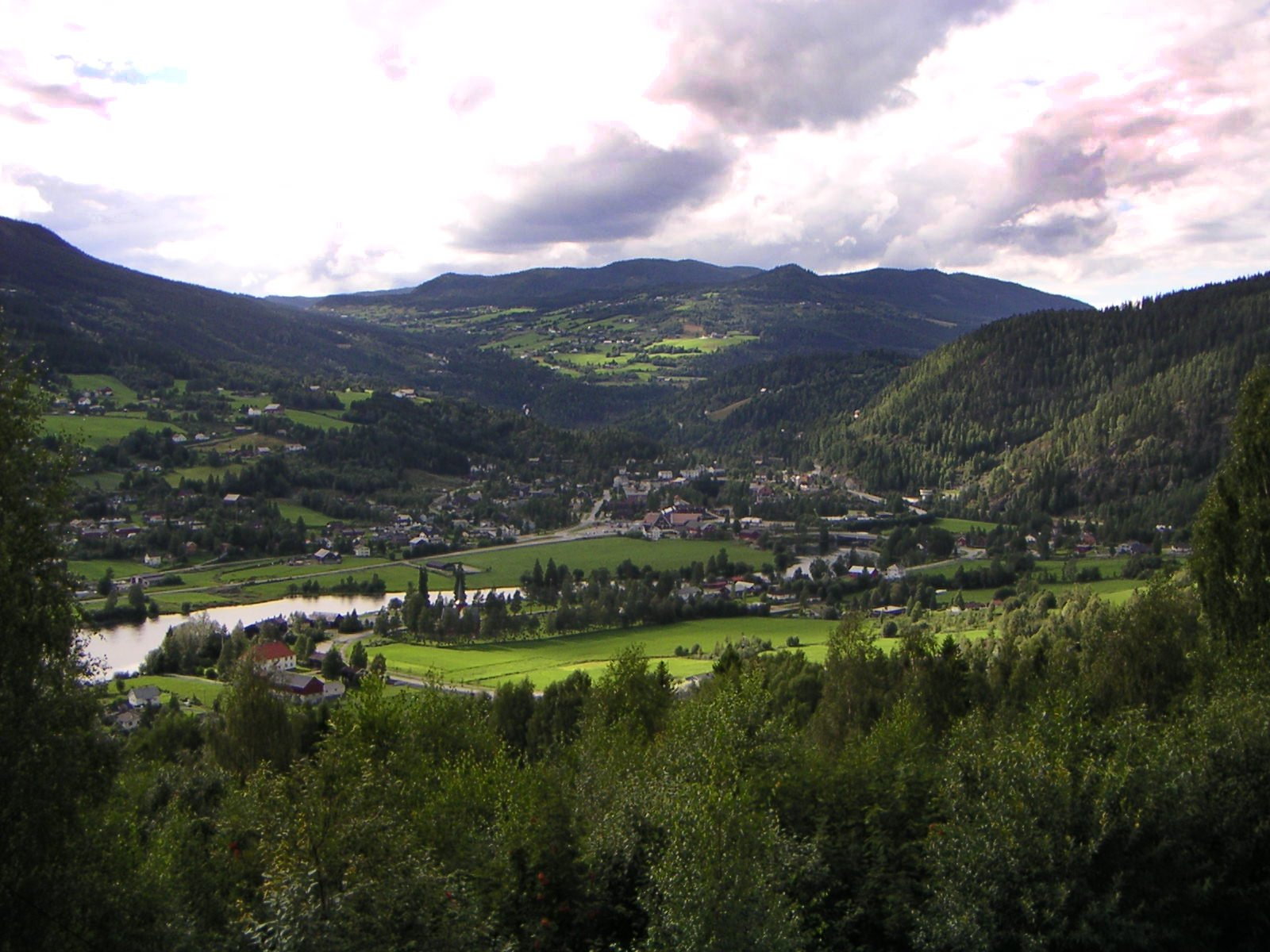
Blick auf das Begnadal und Bagn

Die Gemeinde liegt im Süden des Fylkes Innlandet in der Landschaft Valdres. Sør-Aurdal grenzt an Nord-Aurdal und Etnedal im Norden, Nordre Land und Søndre Land im Osten, Ringerike im Südosten, Flå im Südwesten, Nesbyen im Westen sowie Gol im Nordwesten. Die Grenze zu den Kommunen Ringerike, Flå, Nesbyen und Gol ist zugleich die Grenze zwischen den Fylkern Innlandet und Buskerud. Durch Sør-Aurdal fließt der Fluss Begna in Nord-Süd-Richtung.
Das Gemeindeareal ist größtenteils bewaldet und die Hälfte des Gebiets liegt auf einer Höhe von 600 moh. bis 900 moh. Die Erhebung Ørneflag an der Südgrenze stellt mit einer Höhe von 1242,81 moh. den höchsten Punkt der Kommune Sør-Aurdal dar.

## Einwohner
Die Einwohner verteilen sich entlang der Begna und den Seitentälern. Seit dem Ende des Zweiten Weltkriegs ging die Zahl der Einwohner meist zurück, zwischen 2009 und 2019 entsprach der Rückgang etwa sieben Prozent. Das im nördlichen Gemeindegebiet gelegene Bagn ist der einzige sogenannte Tettsted, also die einzige Ansiedlung, die für statistische Zwecke als eine städtische Siedlung gewertet wird. Zum 1. Januar 2024 lebten dort 616 Einwohner.
Die Einwohner der Gemeinde werden Søraurdøl genannt. Sør-Aurdal hat wie viele andere Kommunen der Provinz Innlandet weder Nynorsk noch Bokmål als offizielle Sprachform, sondern ist in dieser Frage neutral.
| Jahr          | 1986 | 1990 | 1995 | 2000 | 2005 | 2010 | 2015 | 2020 | 2025 |
| ------------- | ---- | ---- | ---- | ---- | ---- | ---- | ---- | ---- | ---- |
| Einwohnerzahl | 3663 | 3568 | 3557 | 3389 | 3265 | 3186 | 3094 | 2954 | 2822 |

## Geschichte

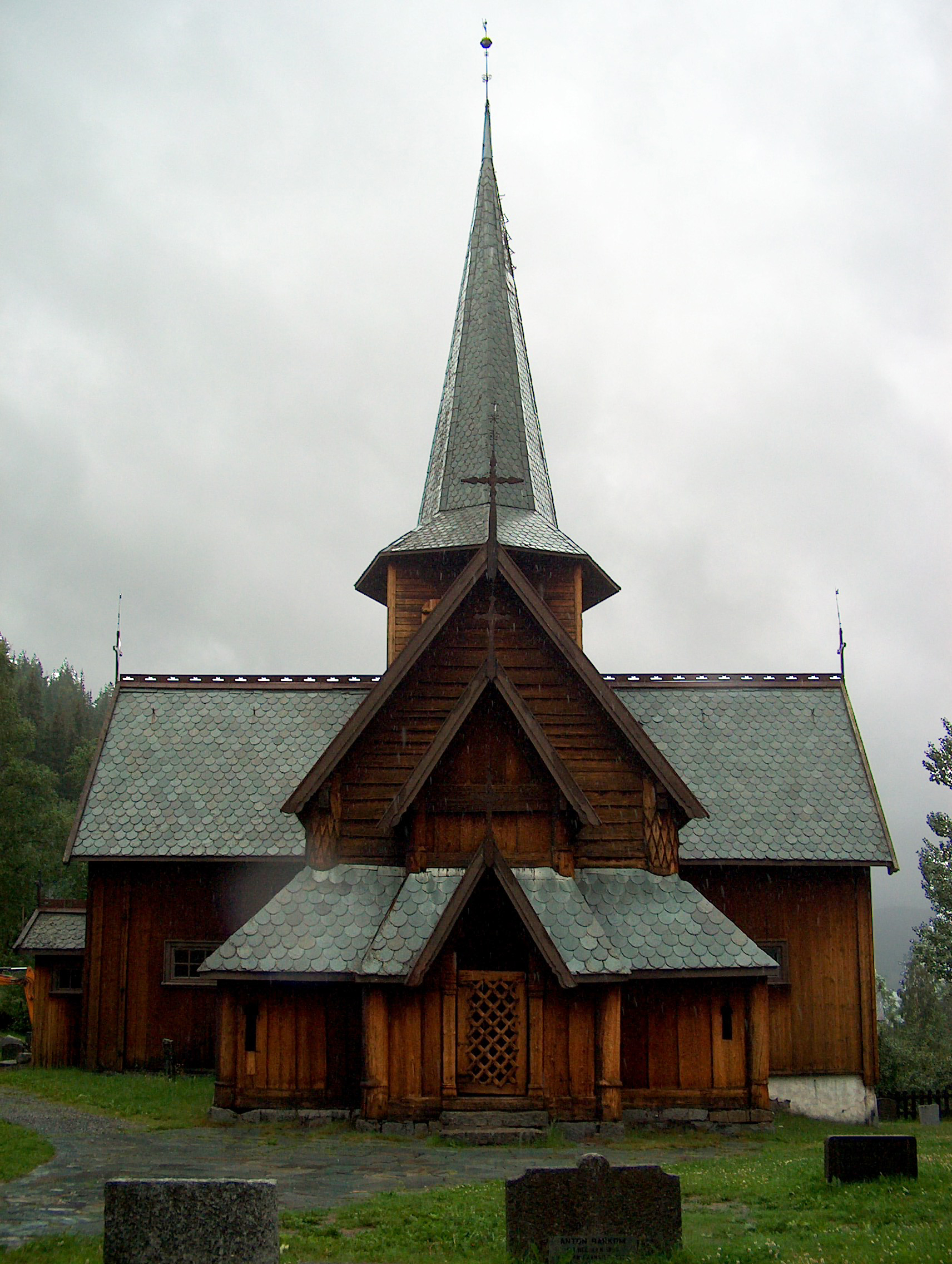
Stabkirche Hedal

Bis zum 31. Dezember 2019 gehörte Sør-Aurdal der damaligen Provinz Oppland an. Sie ging im Zuge der Regionalreform in Norwegen in die zum 1. Januar 2020 neu geschaffene Provinz Innlandet über.
Der aus der Kommune stammende Schriftsteller Mikkjel Fønhus beschrieb in vielen seiner Romane das Leben in Sør-Aurdal. Neben Nore og Uvdal ist Sør-Aurdal die einzige Kommune mit zwei noch existierenden Stabkirchen. Diese sind die Stabkirche Hedalen (Hedalen stavkirke), die 1160 errichtet wurde, und die Stabkirche Reinli (Reinli stavkyrkje). Letztere wurde um 1300 fertiggestellt. Weitere Kirchen sind unter anderem die Bagn kyrkje, die Begnadalen kirke und die Leirskogen kyrkje. Gemeinsam mit dem Freilichtmuseum Bautahaugen Samlinger zählen die beiden Stabkirchen zu den größten Sehenswürdigkeiten der Kommune.

## Wirtschaft und Infrastruktur

### Verkehr
Durch die Gemeinde führt die Europastraße 16 (E16), die größtenteils parallel zur Begna verläuft. Insgesamt führt die Straße von der schwedischen Grenze in Ostnorwegen bis zur an der Westküste gelegenen Stadt Bergen. Von der E16 zweigen in Sør-Aurdal mehrere Straßen ab, so etwa der Fylkesvei 2464, der in den Westen führt.

### Wirtschaft
Bedeutende Wirtschaftsformen sind die Land- und Forstwirtschaft. In der Landwirtschaft sind dabei kleinere Höfe mit Rinderhaltung und in kleinerem Umfang auch Schafshaltung verbreitet. Die Industrie ist kaum ausgebaut. Eine größere Rolle spielt der Tourismus, wobei in der Kommune Hytten typische Übernachtungsorte sind. Im Jahr 2020 arbeiteten von 1450 Arbeitstätigen etwas über 1000 in Sør-Aurdal selbst, der Rest verteilte sich vor allem auf Nachbargemeinden wie Nord-Aurdal und Ringerike.

## Name und Wappen
Das seit 1900 offizielle Wappen der Kommune zeigt einen goldenen Reliquienschrein auf blauem Hintergrund. Das Wappen soll den entsprechenden Schrein in der Stabkirche Hedalen darstellen. Der Name „Sør-Aurdal“ setzt sich aus dem Bestandteil „Sør-“, also „Süd“, und „Aurdal“ zusammen. Der Wortbestandteil „-dal“ bedeutet dabei „Tal“, die erste Silbe leitet sich vom Flussnamen „Aura“ ab.

## Persönlichkeiten
- Haldor Boen (1851–1912), US-amerikanischer Politiker
- Sten Konow (1867–1948), Indologe
- Sigurd Islandsmoen (1881–1964), Komponist
- Mikkjel Fønhus (1894–1973), Schriftsteller